# Tritenii de Sus
Tritenii de Sus – wieś w Rumunii, w okręgu Kluż, w gminie Tritenii de Jos. W 2011 roku liczyła 958 mieszkańców.